# Graniczny Potok (dopływ Trzebinki)
Graniczny Potok (cz. Hranični potok) – potok na ziemi prudnickiej, w południowo-zachodniej Polsce, w województwie opolskim, powiecie prudnickim. Jedyny dopływ Trzebinki.
Źródło potoku znajduje się na zboczach góry Długota w Lesie Prudnickim, niedaleko Dębowca. Następnie płynie wzdłuż granicy polsko–czeskiej. Wpływa do Trzebinki we wsi Trzebina.